# Deropeltis kivuensis
Deropeltis kivuensis es una especie de cucaracha del género Deropeltis, familia Blattidae.

## Distribución
Esta especie se encuentra en República Democrática del Congo y Ruanda.